# Cryphia amseli
Cryphia amseli là một loài bướm đêm thuộc họ Noctuidae. Loài này có thể là đặc hữu của Great Rift Valley. Nó là loài duy nhất được tìm thấy ở type locality: Israel, Jericho, tháng 4 năm 1952.
Chúng có thể sinh sản một lứa một năm.